# Paulino Frydman
Paulino (Paulin) Frydman (26 de mayo de 1905, Varsovia – 2 de febrero de 1982, Buenos Aires) fue un ajedrecista argentino de origen polaco.

## Biografía
En 1922, Frydman obtuvo el 2º puesto, por detrás de Kazimierz Makarczyk, en Varsovia. En 1923, quedó 2º-4º, por detrás de Alexander Flamberg. En 1926, compartió el triunfo con Abram Blass, y fue 2º, tras Dawid Przepiórka, en el primer Campeonato Nacional de Polonia de Ajedrez.
En 1927, quedó 5º-7º en el 2º Campeonato polaco en Łódź (ganó Akiba Rubinstein). En 1928, quedó 2º-3º con Makarczyk, y por detrás de Blass. En 1930, quedó 4º en Łódź, y ganó en Sopot, y en Varsovia. Frydman ganó el Torneo de Varsovia en cuatro ocasiones (1931, 1932, 1933 y 1936).
Jugó numerosos encuentros. Perdió con Jakub Kolski (+0 –2 =0) en Łódź en 1922, perdió con Salomon Szapiro (+0 –1 =1) en Varsovia en 1922, ganó a Jacub Kolski (+1 –0 =1) en Varsovia en 1928, empató con Miguel Najdorf (+2 –2 =1) en Varsovia en 1930, perdió con Izaak Appel (+3 –4 =1) en Łódź en 1932, y empató con Rudolf Spielmann (+0 –0 =5) en Varsovia en la primavera de 1935.
Frydman representó a Polonia en ocho ocasiones en las Olimpiadas de ajedrez:
- 2ª Olimpiada de Ajedrez, en La Haya en 1928, segundo tablero (+6 –4 =1)
- 3ª Olimpiada, en Hamburgo en 1930, tablero reserva (+3 –2 =4)
- 4ª Olimpiada, en Praga en 1931, tablero reserva (+4 –1 =4)
- 5ª Olimpiada, en Folkestone en 1933, segundo tablero (+4 –1 =7)
- 6ª Olimpiada, en Varsovia en 1935, segundo tablero (+7 –0 =9)
- 3ª Olimpiada no oficial, en Múnich en 1936, primer tablero (+9 –3 =8)
- 7ª Olimpiada, en Estocolmo en 1937, tercer tablero (+10 –2 =5)
- 8ª Olimpiada, en Buenos Aires en 1939, tercer tablero (+11 –2 =4).

En total, logró diez medallas olímpicas (seis por equipos: un oro en Hamburgo, dos de plata y tres de bronce, y cuatro individuales: dos de plata en 1935 y 1939, dos bronces en 1933 y 1937). Frydman dirigió al equipo polaco (2º puesto) en Múnich 1936. En esos eventos ganó 53, empató 42, y perdió 16 partidas (67%).
En 1934, quedó 3º-4º, empatado con Salo Flohr, en Budapest (Ujpest), con triunfo de Andor Lilienthal. En el 3º Campeonato polaco, en Varsovia en 1935, quedó 2º-4º, empatado con Najdorf y Henryk Friedman, con victoria de Savielly Tartakower. En octubre de 1935, ganó en Helsinki, por delante de Paul Keres, derrotándolo en su enfrentamiento individual. En abril de 1936 quedó 4º-5º en Novi Sad (Campeonato Nacional de Yugoslavia), con triunfo de Vasja Pirc.
En julio de 1936, quedó =6º en Bad Poděbrady, campeonato de Checoslovaquia ganado por Salo Flohr, a pesar de haber liderado el torneo después de nueve partidas con un marcador de 8-1. Según relató Andy Soltis, sufrió una "crisis nerviosa" tras perder con Alexander Alekhine. Frydman obtuvo sólo 1,5 puntos en sus últimas ocho partidas.
En septiembre de 1938, quedó 7º en Łódź. En 1939, fue 2º, por detrás de Najdorf, en Varsovia.
En septiembre de 1939, con el estallido de la Segunda Guerra Mundial, Frydman, como muchos de los participantes de la 8ª Olimpiada de Ajedrez, decidió quedarse permanentemente en Argentina.
En septiembre de 1939, tras la celebración de la Olimpiada, Frydman quedó 5º-6º en el Torneo Círculo de Buenos Aires, con victoria conjunta de Najdorf y Paul Keres. Quedó 4º-5º, empatado con Ludwig Engels, en el Torneo de Ajedrez de 1941 de Mar del Plata, con triunfo de Gideon Ståhlberg, y quedó 3º en Buenos Aires (Bodas de Plata), ganó en Buenos Aires, y quedó 3º-4º en Águas de São Pedro/São Paulo en 1941, con victoria de Erich Eliskases. En 1942, tuvo que dejar de jugar al ajedrez profesional por razones de salud.
Frydman fue galardonado con el título de Maestro Internacional en 1955.

## Partidas de ajedrez notables
- Paulin Frydman vs Erik Andersen, La Haya 1928, 2ª Olimpiada, Bogo-Indian Defense, E11, 1-0
- Paulin Frydman vs Milan Vidmar, Ujpest 1934, Queen's Gambit Declined Slav, Exchange Variation, D13, 1-0
- Paulin Frydman vs Paul Keres, Helsinki 1935, Queen's Gambit Declined, D52, 1-0
- Paulin Frydman vs Massimiliano Romi, Munich (ol) 1936, Grünfeld Defense, 1-0
- Paulin Frydman vs Isakas Vistaneckis, Stockholm 1937, 7ª Olimpiada, QGD, 1-0. A rout!
- Paulin Frydman vs Mieczyslaw (Miguel) Najdorf, Lodz 1938, Slav Defense, Steiner Variation, D16, 1-0
- Paulin Frydman vs Gösta Danielsson, Buenos Aires 1939, 8ª Olimpiada, Queen's-Indian Defense, 1-0